# Систар
Систар (на корейски: 씨스타; на английски: Sistar) са момичешка южнокорейска група, активна от 2010 до 2017. Първия им албум „So Cool“ излиза през 2011 година, а следващия „Give It to Me“ през 2013 постигайки успех на родна земя и голяма популярност сред международните кей поп фенове. През годините групата реализира няколко мини албума, които включват хитовете „Alone“, „Touch My Body“ и „Shake It“, утвърждавайки се като една от популярните групи в кей поп. В края на месец май 2017, групата потвърждава последен проект, след който се разделя.

## 2010 – 2012ːДебют, „So Cool“, „Alone“ и „Loving U“
Систар започват кариерата си през 2010 с реклами и снимки за различни списания. Правят официално дебюта си на 3 юни 2010 с песента „Push Push“ и ден по-късно дебютират и по „Music Bank“ промотирайки до 26 юни.
Групата се завръща с втори сингъл „Shady Girl“ на 25 август. Групата добива доста популярност след като фен заснема тяхно изпълнение по време на Let's Start Sharing Concert няколко дена след излизането на сингъла им. По време на изпълнението Бора пада от сцената наранявайки показалеца си. Това кара останалите членове да спрат изпълнението си и да ѝ помогнат да напусне сцената. Няколко минути по-късно Бора се връща с останалите, за да довършат заснемането на концерта.
На 14 септември групата е единствената поканена корейска група на „Hallyu Music Festival“. На 10 октомври групата има изпъление в шоу в Тайланд. През ноември групата издава третия си сингъл „How Dare You“. На 9 декември групата присъства на „Golden Disk Awards“ като е номинирана за най-добра нова група.. На 27 декември групата спечелва първата си награда отново по „Мюзик Бенг“.
На 27 април 2011 година става ясно, че групата ще направи първия си суб-юнит наречен Систар19 с членове Бора и Хьолин. Дебютната им песен „Ma Boy“ излиза на 3 май и два дена по-късно дебютират с изпълнение по „Инкигайо“.
Групата се завръща на 9 август 2011 с първия си студиен албум „So Cool“ и след като първата Билборд е открита на 25 август главната им песен става първата, която е номер едно в класацията. На 11 септември групата печели първата си „Mutizen“ награда по „Инкигайо“.
През първите дни на месец април компанията обявява, че групата ще излъчи завръщането на „Alone“ в 41 страни. Първия им мини албум „Alone“ излиза на 12 април и съдържа общо шест песни продуцирани от „Brave Brothers“. Втория им мини албум „Loving U“ излиза на 28 юни. Албума съдържа заглавната песен „Loving U“, „Holiday“ и ремикси на предишните им хитове.

## 2013-до днесː„Give It to Me“, „Touch N Move“ „Sweet & Sour“ и „Shake It“
На 31 януари 2013 Систар19 реализират техния първи мини албум „Gone Not Around Any Longer“. На 16 май компанията им обявява, че групата ще се завърне през юни и че ще издадат втория си студиен албум. На 3 юни групата реализира снимки на Дасом и Бора показвайки концепцията на албума в стил Мулен Руж, а ден по-късно и на всичките четири. Втория им албум „Give It to Me“ изилиза на 11 юни с главна песен под същото заглавие. Албума дебютира на четвърто място в класацията „Гаон“. На 26 октомври 2013 групата представя Южна Корея на ABU TV Song Festival в Ханой, Виетнам изпълнявайки „Give It to Me“. Песните „Give It to Me“, „The Way You Make Me Melt“, „Crying“ и „Bad Boy“ промотират албума. На 26 ноември Хьорин реализира първия си албум „Love & Hate“ с главни песни „Lonely“ и „One Way Love“. Албума дебютира на пето място.
На 7 февруари 2014 Сою заедно с Чонгиго издават песента „Some“. Дуета им се превръща в огромен успех дебютирайки на първо място в класацията на Гаон за сингли, а в K-Pop Hot 100 запазва позицията си за 6 седмици. От музикални шоута сингъла им печели над 10 награди.
На 5 юни 2014 Starship Entertainment обявява, че Систар работят по нов албум и че ще завърнат през юли. На 21 юли групата реализира третия им мини албум „Touch N Move“ с главна песен „Touch My Body“. Комерсиално албума става изключително успешен класирайки се на второ място в Гаон и на осмо в Billboard's US World Albums. На 26 август Систар издават четвъртия си мини албум и втория си специален „Sweet & Sour“ малко след „Touch N Move“. Албума съдържа песните „I Swear“ и „Hold on Tight“ и четири ремикса към предишните им хитове. През декември на наградите МАМА групата печели наградата за най-добра женска група.
На 22 юни 2015 групата издава петия си мини албум „Shake It“ с главна песен под същото заглавие. Дебютира под номер три в Гаон. През август Хьолин обявява, че ще участва в Unpretty Rapstar. На 1 август Систар имат концерт в Лос Анджелис на 2015 KCON. На 14 август групата присъства на 70-ия Ден на Независимостта на Република Корея. На 22 септември Сою заедно с Куон Чонг-йол от 10 cm издават сингъла „Lean on Me“.

## 2016-: „Insane Love“
На 1 юни се оповестява, че Систар ще се завърнат с нова песен, продуцирана от Black Eyed Pilseung, който също работи и по „Touch My Body“. Същия групата реализира тийзър снимки към четвъртия им миниалбум „Insane Love“. Главната песен „I Like That“ и албума са реализирани на 21 юни 2016.

## Членове

### Ким Хьо-чонг
Ким Хьо-чонг (на корейски: 김효정; Коригирана романизация на корейския език:Kim Hyo-jeong) по-известна с псевдонима Хьорин или Хьолин (на корейски: 효린;Коригирана романизация на корейския език:Hyorin или Hyolyn) е лидерът, главния вокал и рапър в групата. Родена е на 11 януари 1991 г. в Инчон. Преди да се присъедини към Starship Entertainment е била трейни в JYP, където е приета след втория кастинг. Известна като една от най-добрите вокалисти в кей поп, Хьолин записва много песни към различни сериали и участва в шоута като „Immortal Songs 2“ и „I Am a Singer“, а през 2013 издава първия си солов албум „Love & Hate“, който достига 5 място в националната класация „Гаон“. През 2015, Хьолин участва в състезанието „Unpretty Rapstar 2“ достигайки трето място.

### Юн Бора
Юн Бора (на корейски: 윤보라; Коригирана романизация на корейския език:Yoon Bo-ra) е главния рапър и танцьор на групата. Родена е на 30 януари 1990 г. в Сеул. Известна е сред публиката с тялото си и гостуванията в много телевизионни предавания и част от състава на шоутата „Invincible Youth 2“, „A Style for You“и Law of the Jungle in Panama“. Заедно с Хьолин сформират подгрупата Систар19.

### Канг Джи-хьон
Канг Джи-хьон (на корейски: 강지현; Коригирана романизация на корейския език:Kang Ji-hyun) известна като Сою (на корейски: 소유;Коригирана романизация на корейския език:Soyou) родена на 12 февруари 1992 г. е вторият главен вокал на Систар. Освен като част от групата, Сою е известна с множеството си дуети и песни към сериали. Заедно с Чонгиго през 2014 реализират песента „Some“, която се превръща в тотален хит, а през 2015 сингъла „Lean on Me“ с Куон Чонггьол, който отново достига високи позиции в класациите. 

### Ким Дасом
Ким Дасом (на корейски: 김다솜; Коригирана романизация на корейския език:Kim Da-som) родена на 6 май 1993 г. е макнето (най-малката по възраст), вокалиста и лицето на групата. Освен кариерата си на певица, Дасом е актриса и участва във видеоклипове, измежду които и в клипа на хитовата песен на Сою и Чонгиго „Some“ и сериали като „Family“ (2012), „Melody of Love“ (2014) и „The Virtual Bride“ (2015). За главната си роля в „Melody of Love“ Дасом е номинирана за най-добра нова актриса на 7-те „Korea Drama Awards“.

## Дискография

### Албуми
- „Give It to Me“ (2013)
- „So Cool“ (2011)

### EP
- „Insane Love“ (2016)
- „Shake It“ (2015)
- „Sweet & Sour“ (2014)
- „Touch N Move“ (2014)
- „Loving U“ (2012)
- „Alone“ (2012)

## Турнета

### Концерти
- Live Concert: S (2014) в Хонг Конг[37]
- Live Concert: S (2013) в Сеул[38]
- Femme Fatale (2012) в Сеул [39]

## Филмография

### Предавания
| Име                               | Година | Допълнителна информация                                  | епизоди     |
| --------------------------------- | ------ | -------------------------------------------------------- | ----------- |
| „Sistar & LeeTeuk's Hello Baby“   | 2011   | Систар и Итък от Супер Джуниър отглеждат 15 месечно дете | целия сезон |
| „Hello Counselor“                 | 2012   | гости заедно с Чо Куон от 2AM                            | 82          |
| „Running Man“                     | 2012   |                                                          | 75 и 95     |
| „Let's Go Dream Team! Season 2“   | 2012   | гости с Мис Ей                                           | 161         |
| „Shinhwa Broadcast“               | 2013   | епизод „I Love You More Studio“                          | 45 – 46     |
| „Infinite Challenge“              | 2013   |                                                          | 332         |
| „Let's Go Dream Team! Season 2“   | 2013   | заедно с 4minute                                         | 188         |
| „1 Night 2 Days“                  | 2013   |                                                          | 444         |
| „Immortal Songs 2“                | 2013   | DJ DOC и Чой Джин-хе епизоди                             |             |
| „Running Man“                     | 2013   | Сою не участва                                           | 162 и 174   |
| „Hello Counselor“                 | 2013   |                                                          | 127         |
| „Real Men“                        | 2013   | коледен епизод с Мис Ей; Дасом не участва                |             |
| Midnight in Hong Kong with Sistar | 2014   | Дасом не участва                                         |             |
| „After School Club“               | 2014   |                                                          | 89          |
| „Hello Counselor“                 | 2014   |                                                          | 180         |
| „Taxi“                            | 2014   | коледен епизод                                           | 361         |
| „Saturday Night Live Korea“       | 2014   |                                                          | 25          |
| „Sistar Showtime“                 | 2015   |                                                          | 1 – 8       |
| „Star Golden Bell“                | 2015   | специален епизод посветен на Лунната Нова Година         |             |